# Paradoks wartości C
Paradoks wartości C – w biologii paradoks polegający na obserwowanym braku związku pomiędzy złożonością organizmu żywego a ilością DNA w jego jądrach komórkowych, nawet w przeliczeniu na genom haploidalny.
Wielkość genomu danego organizmu oznacza się symbolem C. Mierzy się ją w pikogramach, przy czym zazwyczaj masę 1 pg ma około miliarda par zasad DNA.

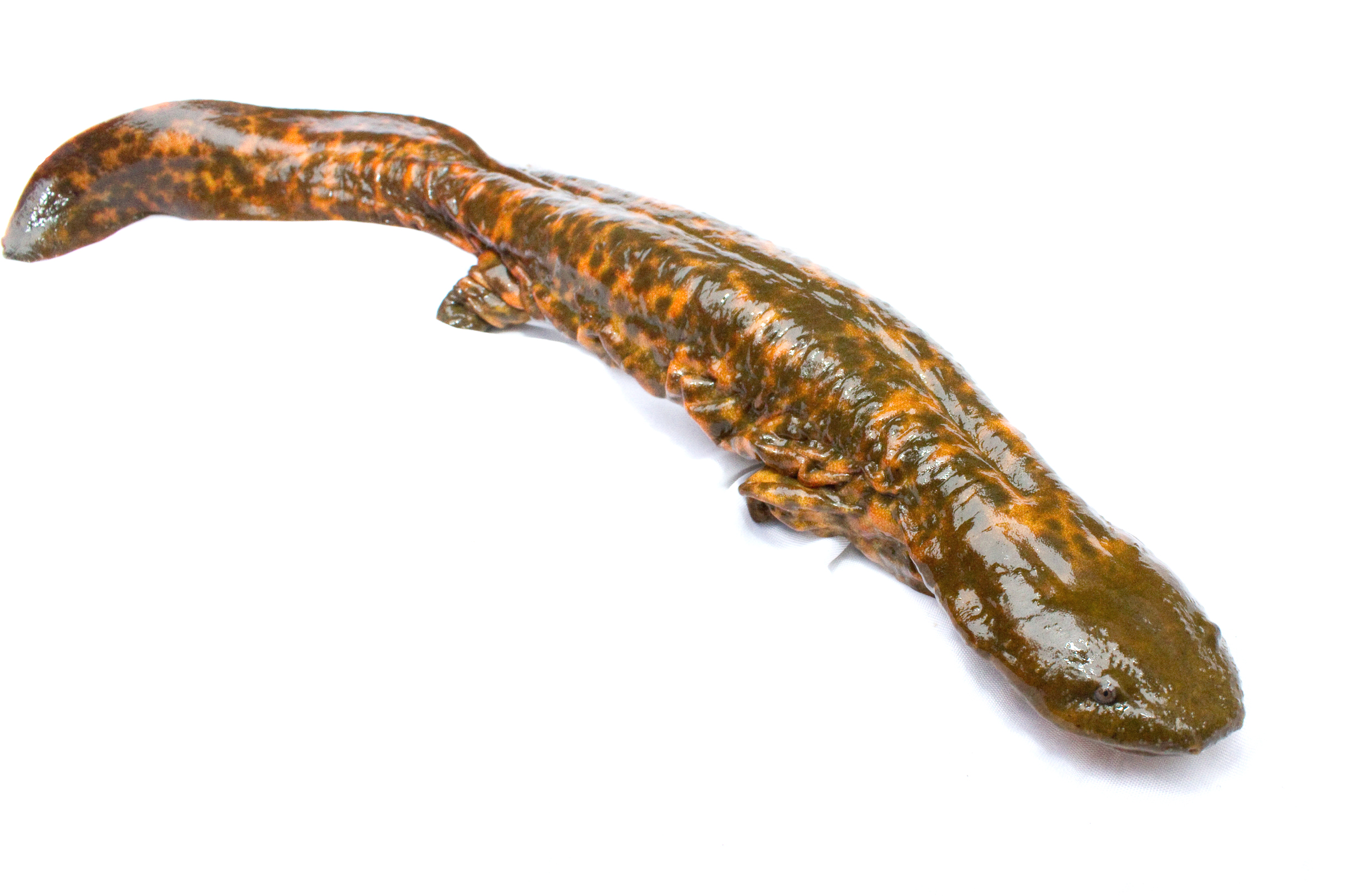
W grupie płazów ogoniastych, takich jak powyższy skrytoskrzel, wielkość genomu wykazuje różnicę rzędu wielkości

Zmierzono ilość DNA w genomach różnych organizmów. Można było oczekiwać, że rozmiar genomu korelował będzie z poziomem złożoności organizmu, tzn. że organizmy o prostszej budowie będą miały mniej DNA, a złożone – więcej. Zależność taką udało się potwierdzić jedynie na bardzo ogólnym poziomie. Rzeczywiście organizmy prokariotyczne, o prostej budowie, mają zwykle znacznie mniej materiału genetycznego, niż eukarionty – bardziej od nich skomplikowane organizmy jądrowe. W obrębie samych eukariontów trudno jednak znaleźć dalszą wyraźną zależność. Wielkość genomu różni się bardzo w obrębie poszczególnych grup, których przedstawiciele nie różnią się od siebie istotnie złożonością. Przykładowo w obrębie kręgowców najeżka dysponuje genomem wielkości 0,5 miliarda par zasad, podczas gdy człowiek rozumny, podobnie jak mysz domowa, ma ich około 3 miliardy. Natomiast u niektórych płazów genom zawierać może i 50 miliardów par zasad (chodzi o genom haploidalny). Płazy ogoniaste wykazują w tym względzie ogromne zróżnicowanie, ponieważ w obrębie tej grupy wartości C osiągają dziesięciokrotne zróżnicowanie (a więc o rząd wielkości), a różnica dwukrotna (a więc 100%) występować może między dwoma gatunkami tego samego rodzaju. Płazy ustępują jednak roślinom kwiatowym, u których różnice dochodzą 3 rzędów wielkości: istnieją pomiędzy nimi genomy liczące sobie 100 milionów par zasad, jak i również 100 miliardów.
Nad rozwiązaniem paradoksu wielkości C pracowali w siódmej dekadzie XX wieku Roy Britten, Mary Pardue i inni uczeni. Zaproponowali oni następujące jego rozwiązanie. Otóż zwrócić uwagę należy nie na samą ilość DNA, ale na to, o jaki materiał genetyczny chodzi. Istotna część DNA w jądrze komórkowym powtarza się. O ile DNA kodujące białka zwykle nie powtarza się w obrębie haploidalnego genomu (pomijając kwestię duplikacji), w genomie występuje jeszcze w dużej ilości DNA, który nic nie koduje. Ten kod jest znacznie bardziej powtarzalny. Jego ilość w genomie można oszacować, badając rekombinację. Jeśli dane sekwencje powtarzają się, to będą one ze sobą rekombinowały, tym szybciej, im jest ich więcej. Okazało się, że olbrzymie różnice w wielkości genomu dotyczą głównie powtarzalnego DNA, stanowiącego u człowieka okoły połowy genomu, u Drosophila ponad jedną trzecią.